# Новоандросово
Новоандросово (рос. Новоандросово) — селище в Желєзногорському районі Курської області Російської Федерації.
Населення становить 906 осіб. Входить до складу муніципального утворення Новоандросівська сільрада.

## Історія
Населений пункт розташований на території українського етнічного та культурного краю Східна Слобожанщина.
Від 2004 року входить до складу муніципального утворення Новоандросівська сільрада.

## Населення
| 2002 | 2010 |
| ---- | ---- |
| 902  | ↗906 |